# Vitos Klinik für Psychiatrie und Psychotherapie Marburg

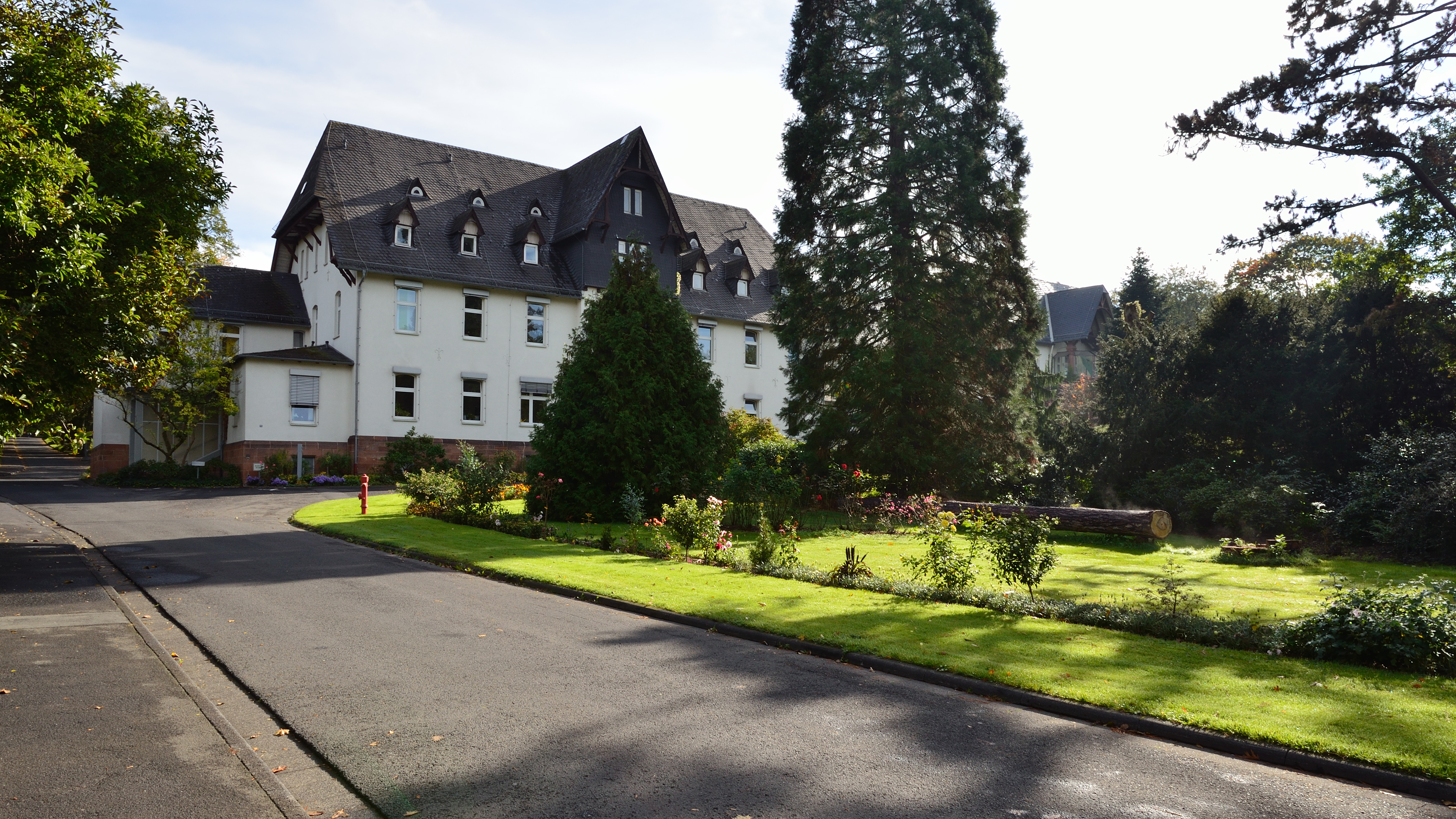
Vitos Klinik für Psychiatrie und Psychotherapie Marburg

Die Vitos Klinik für Psychiatrie und Psychotherapie Marburg ist eine Klinik in Marburg. Träger ist die Vitos Gießen-Marburg gGmbH, eine Tochtergesellschaft der Vitos GmbH.

## Lage
Das Klinikgelände liegt südlich der Marburger Kernstadt am Fuße des Richtsberg. Im Süden wird das Gelände durch die Friedrich-Ebert-Straße, im Westen durch die Cappeler Straße begrenzt.

## Organisation
Die Vitos Klinik für Psychiatrie und Psychotherapie Marburg ist Teil des Vitos-Klinikums Gießen-Marburg. Das Klinikum verfügt über Standorte in Marburg, Gießen und Alsfeld mit insgesamt über 1000 Mitarbeitern und über 500 stationären Plätzen. Am Standort Marburg befinden sich folgende Einrichtungen:
- Vitos Klinik für Psychiatrie und Psychotherapie Marburg
  - Vitos psychiatrische Tagesklinik Marburg
  - Vitos psychiatrische Ambulanz Marburg
- Vitos Kinder- und Jugendklinik für psychische Gesundheit Marburg
  - Vitos Kinder- und Jugendtagesklinik für psychische Gesundheit Marburg
  - Vitos Kinder- und Jugendambulanz für psychische Gesundheit Marburg
  - Vitos jugendforensische Klinik Marburg
- Vitos begleitende psychiatrische Dienste Marburg

## Geschichte

### Gründung als Irrenheilanstalt Marburg und Anfänge
Der Bedarf für eine Irrenheilanstalt war im Kurfürstentum Hessen bereits in den 1820er und 1830er Jahren festgestellt worden. Die in der Region bereits bestehenden Pflegeanstalten, z. B. Haina, Hofheim und Merxhausen, hatten ihre Kapazitätsgrenzen überschritten und ihr Stiftungszweck sah lediglich die Aufnahme „unheilbarer“ Kranker vor. Nach der Annexion Kurhessens gründete Preußen Ende 1867 im Regierungsbezirk Kassel den kommunalständischen Verband des Regierungsbezirks Kassel, zu dessen zentralen Aufgaben die Errichtung einer Irrenheilanstalt gehörte. Am 4. Juli 1871 beschloss der Kommunallandtag des kommunalständischen Verbands den Bau der Anstalt in Marburg, nachdem es zuvor innerhalb des Verbands zu längeren Diskussionen über den Standort der zu errichteten Anstalt gekommen war.

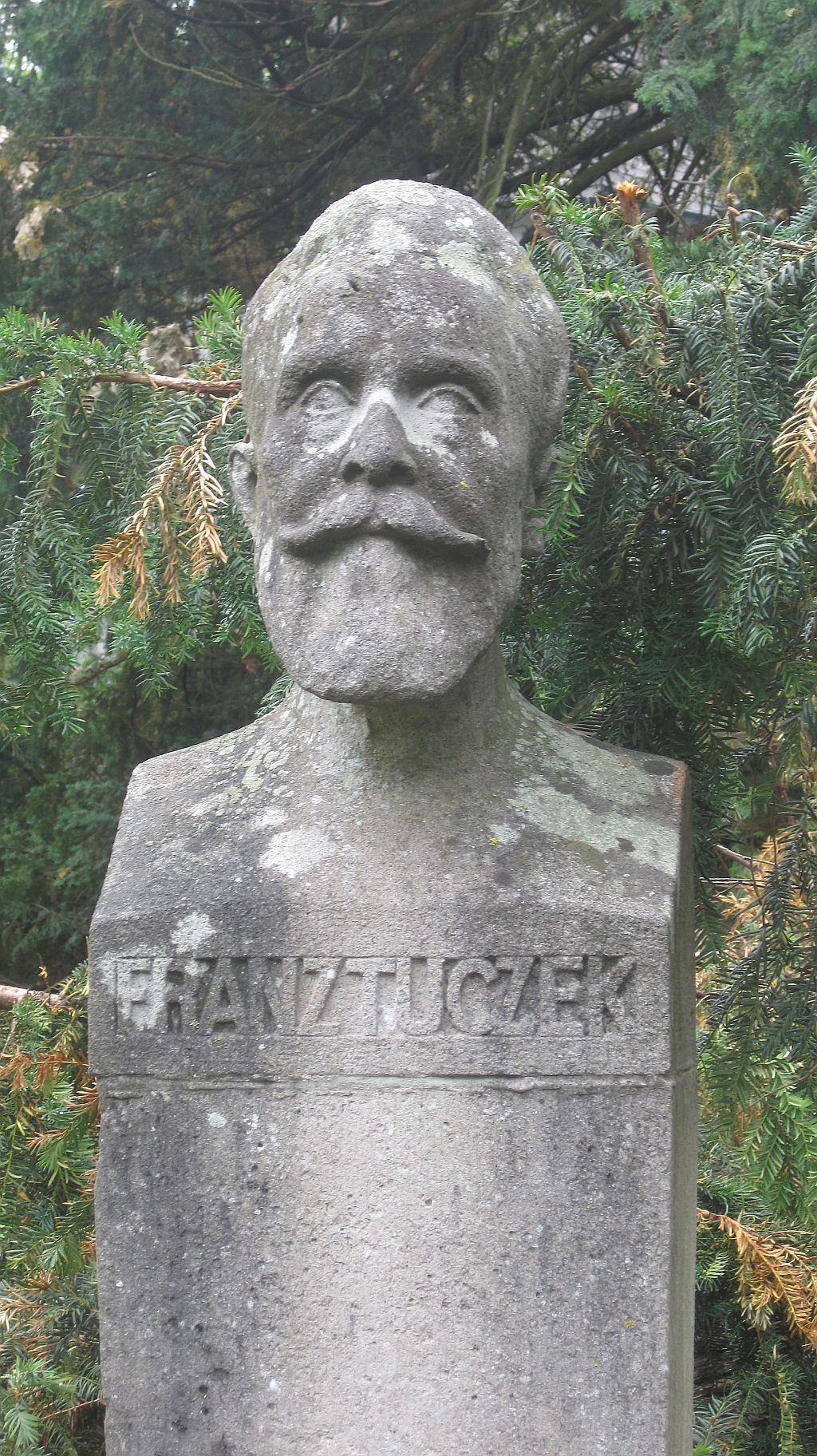
Büste Franz Tuczeks auf dem Gelände der Vitos Marburg

Der Bau der Anstaltsgebäude begann im Sommer 1872. Mit Planung und Ausführung der Bauarbeiten wurde der Baumeister Wilhelm Brüning aus Haina beauftragt. Die Anstalt sollte im modernen Pavillonstil errichtet werden, bei dem die verschiedenen Unterabteilungen in Einzelhäusern untergebracht sind. Gemeinsam mit der im selben Jahr eröffneten Heil- und Pflegeanstalt Grafenberg war Marburg die erste Anstalt dieser Bauweise in Deutschland. Auch bei der Unterbringung der Patienten entschied sich die kommunalständische Verwaltung für ein modernes Konzept. Auf Vorschlag Ludwig Meyers, der als Ratgeber an der Konzeption der Anstalt mitwirkte, plante man, die übliche Trennung von „störenden“ und „ruhigen rüstigen“ Kranken aufzuheben. Dies sollte eine „möglichst freie Behandlung selbst der unruhigen Geisteskranken“ sicherstellen. Allgemein beabsichtigte man dem no restraint-Konzept, das eine Psychiatrie möglichst ohne Zwangsmittel vorsah, zu folgen. Der Verzicht auf räumliche Trennung wurde jedoch nicht so konsequent wie geplant angewandt, wie die spätere Einteilung der Abteilungen in solche für „ruhige“ und für „unruhige“ Kranke zeigt.
Eröffnet wurde die Irrenheilanstalt Marburg am 7. Juni 1876. Erster Direktor der Anstalt wurde der bereits Ende 1874 dazu berufene Heinrich Cramer.
Nach dem Tod Heinrich Cramers wurde am 12. Dezember 1893 Franz Tuczek zum neuen Direktor der Irrenheilanstalt ernannt. Unter Tuczeks Leitung erfolgte die Umbenennung in Landesheilanstalt. Unter Tuczeks Leitung erlebte die Anstalt außerdem einen starken Ausbau. Es wurden zahlreiche neue Gebäude im Pavillonstil errichtet und die Anstalt erhielt eine ganze Reihe von neuen Einrichtungen sowie Modernisierungen – wie beispielsweise ein Laboratorium, eine Bibliothek und eine Telefonzentrale. Die Anstalt bot nun Platz für bis zu 350 Patienten.

### Erster Weltkrieg und Weimarer Republik
Nach der Emeritierung Franz Tuczeks übernahm Maximilian Jahrmärker im Oktober 1914 die Leitung der Landesheilanstalt, am 1. April 1915 wurde er offiziell zum Direktor ernannt. Die Verhältnisse in der Anstalt standen in den folgenden Jahren stark unter dem Einfluss der Auswirkungen des Ersten Weltkriegs. Im Rahmen der Mobilmachung verließen drei Ärzte, 30 Pfleger und einige Verwaltungsangestellte die Anstalt. Um dem Mangel an Pflegepersonal zu begegnen, wurden Hilfspfleger eingestellt und Pflegerinnen auch für die Männerabteilungen eingesetzt. Außerdem wurden vier Abteilungen geschlossen und die Bewohner zusammengelegt, was zunächst zu einer Überbelegung der Wachabteilungen führte. Insgesamt hatte sich das Pflegepersonal zwischen 1914 und 1918 von 83 auf 61 Angestellte verringert.
Die Anzahl der in der Anstalt lebenden Patienten nahm im Laufe der Kriegsjahre kontinuierlich ab, die Zahl der Abgänge überstieg deutlich die der Zugänge. Betrug der Patientenstand am 1. April 1914 noch 336, lebten am 1. April 1919 nur noch 187 Patienten in der Anstalt. Nach Einschätzung Jahrmärkers lag das daran, dass bei den Neuaufnahmen Manisch-Depressive und Schizophrene fehlten, die meist in jungem Alter erkrankten und nun im Heeresdienst standen. Auch akute Alkoholpsychosen fehlten, da die Verfügbarkeit von Alkohol knapp war. Ebenfalls sank die Bereitschaft von Familien, arbeitsfähige Angehörige in psychiatrische Einrichtungen einzuweisen bzw. dort zu belassen, da jede helfende Hand benötigt wurde.
Der Erste Weltkrieg hatte im Deutschen Reich zu einer deutlich verschlechterten Ernährungssituation geführt (siehe: Steckrübenwinter). Schwer betroffen waren davon auch die psychiatrischen Einrichtungen, reichsweit starben hier in den Kriegsjahren infolge von Hunger und an durch Unterernährung ausgelösten Krankheiten mindestens 70.000 Menschen. Die Landesheilanstalt Marburg verfügte über ein eigenes Hofgut, auf dem Milchkühe und Schlachtvieh gehalten wurden sowie Getreide, Obst und Kartoffeln angebaut wurden, was in den ersten Kriegsjahren zu einer vergleichsweise guten Versorgung der Anstalt führte. In den Jahren 1916 bis 1918 ließ sich dann eine drastische Zunahme von Unterernährung und körperlichem Verfalls (Marasmus) beobachten. Die Sterberaten waren in den Jahren 1917 (11,2 %) und 1918 (15,1 %) am höchsten, häufigste Todesursachen waren Marasmus und Lungentuberkulose.
Ab 1920 wurde im Regierungsbezirk Nassau über eine Schließung der Landesheilanstalt nachgedacht. Hintergrund waren die ständig steigenden Kosten der Anstaltsunterbringung infolge der Inflation. Die Schließung der Anstalt wurde schließlich abgewendet, im Rahmen von Sparmaßnahmen wurde jedoch Personal abgebaut, Patienten in andere Anstalten verlegt sowie Stationen geschlossen.
Von 1925 bis 1930 erlebte die Landesheilanstalt eine Phase der wirtschaftlichen Stabilisierung. Die Gebäude wurden um- und ausgebaut, im Souterrain der Häuser wurden Werkstätten eingerichtet (z. B. Nähstuben, Schuhmacherei, Druckerei), die Bettenkapazität erhöhte sich auf 500 und es wurde wieder mehr Pflegepersonal eingestellt. Anfang der 1930er-Jahre setzte als Reaktion auf die Weltwirtschaftskrise jedoch wieder eine Sparpolitik ein.

### Zeit des Nationalsozialismus
Maximilian Jahrmärker blieb bis April 1937 Direktor der Landesheilanstalt Marburg. Sein Nachfolger wurde Albrecht Langelüddeke. Die Zeit des Nationalsozialismus (1933–45) in der Landesheilanstalt war geprägt von der Umsetzung der sogenannten Rassenhygiene im psychiatrischen Bereich sowie den nationalsozialistischen Krankenmorden.

#### Zwangssterilisationen
Am 1. Januar 1934 trat das Gesetz zur Verhütung erbkranken Nachwuchses (GzVeN), das am 14. Juli 1933 verabschiedet worden war, in Kraft. Die Umsetzung des GzVeN begann in der Landesheilanstalt Marburg bereits vor dem eigentlichen Inkrafttreten des Gesetzes. Mitte Dezember 1933 wurde die Erfassung der gemäß dem GzVeN als „erbkrank“ geltende und zur Sterilisation vorgesehene Patienten abgeschlossen. Die Anzeige der vermeintlich „Erbkranken“ erfolgte anschließend beim Gesundheitsamt. Der Antrag auf Sterilisation wurde beim zuständigen Erbgesundheitsgericht gestellt – bei Anstaltspatienten übernahm das in der Regel der Leiter der Anstalt. Das Urteil des Erbgesundheitsgerichts konnte gegen den Willen der Betroffenen vollzogen werden. Die zur Sterilisation notwendigen Operationen wurden in Marburg in der Universitätsfrauenklinik und der Chirurgischen Universitätsklinik durchgeführt. Ab 1936 gab es auch in der Landesheilanstalt einen Operationssaal, in dem Männer sterilisiert wurden. Bis 1945 wurden mindestens 215 Patienten der Landesheilanstalt zwangssterilisiert.

#### „Euthanasie“ und Verlegungen in Tötungsanstalten
Ende 1939 wurden im Rahmen der Aktion T4 verschiedene Heil- und Pflegeanstalten zu Tötungsanstalten umgebaut. Marburg lag im Einzugsgebiet der Tötungsanstalt Hadamar.
Die zur Ermordung in der Tötungsanstalt Hadamar bestimmten Menschen wurden zunächst aus Marburg in sogenannte Zwischenanstalten verlegt, von wo aus sie im Abstand von drei bis sechs Wochen weiter nach Hadamar verlegt wurden. Zwischen dem 28. April und dem 5. September 1941 wurden mindestens 237 Menschen aus der Landesheilanstalt Marburg in die Zwischenanstalten Scheuern, Weilmünster, Eichberg und Herborn verlegt. 210 von ihnen wurden weiter nach Hadamar verlegt und dort in der Regel am Tag der Ankunft ermordet. Neun von ihnen starben in der Kinderfachabteilung Eichberg, neun weitere in Weilmünster. Drei der im Rahmen der Aktion T4 verlegten Patienten überlebten das Kriegsende. Die Aktion T4 wurde reichsweit im August 1941 abgebrochen. Bereits im Jahr 1940 wurden acht jüdische Patienten aus Marburg abtransportiert und vermutlich in der Tötungsanstalt Brandenburg ermordet.
Während der „zweiten Phase“ der Krankenmorde (1941–45) ist es in Marburg selber zu keinen gezielten Tötungen gekommen – zumindest gibt es laut Georg Lilienthal keine Dokumente, die diese These belegen würden. Auch gab es nun keine Transporte von Patienten der Landesheilanstalt in die Tötungsanstalt Hadamar mehr. Eine Ausnahme bildeten psychisch kranke Zwangsarbeiter aus Polen und der Sowjetunion, die nicht mehr arbeitsfähig waren und ab 1943 in die Landesheilanstalt Marburg eingewiesen wurden. Mindestens 17 von ihnen wurden ab Juni 1944 aus Marburg zur Ermordung nach Hadamar und andere Orte transportiert.